# Ингьяльд Коварный
Ингьяльд Коварный (др.-сканд. Ingjald hinn illráði) — полулегендарный конунг из династии Инглингов, один из самых одиозных представителей этой династии. Пытался объединить под своей властью разрозненные территории Швеции.

## Биография
Ингьяльд Коварный упоминается сразу в ряде источников, среди которых — Сага об Инглингах, История Норвегии, Сага о Хервёр, Книга об исландцах и другие. Наиболее подробный рассказ помещен в «Сагу об Инглингах», которую, по общепринятому мнению, написал Снорри Стурлусон.
Ингьяльд приходился сыном конунгу Уппсалы Энунду Дороге. Столицей державы Энунда была Старая Уппсала, где собирался тинг всех свеев и справлялись жертвоприношения. Во время одного из таких тингов Ингьяльд играл с сыновьями другого конунга и оказался слабее их. Ингьяльд так разозлился, что заплакал. Тогда его воспитатель Свипдаг Слепой приказал изжарить на вертеле сердце волка и заставил Ингьяльда его съесть. По мнению Снорри, это объясняет, почему Ингьяльд был злобным и коварным.
Своими жизненными поступками Ингьяльд полностью оправдал данное ему (возможно, самим Снорри) прозвище. В то время в Швеции было много разных конунгов, и хотя конунги Уппсалы считались верховными, это было номинальное главенство. Конунги занимались расширением своих территорий, расчищая леса. Однако Ингьяльд пошел по другому пути. Он пригласил на тризну по своему отцу семь местных конунгов, включая своего тестя Альгаута. Шестеро из них приехали, а седьмой — конунг Судрманналанда Гранмар, — заподозрив неладное, остался дома. На пиру Ингьяльд вступил в наследство своего отца и пообещал вполовину увеличить державу. А вечером, когда конунги опьянели, Ингьяльд вышел из палат, и его люди подожгли их. Все шесть конунгов погибли, а Ингьяльд захватил их земли.
После этого последовала затяжная война с Гранмаром. Однажды Ингьяльд собрал большое войско в завоеванных им территориях и напал на Гранмара. Однако наёмники бежали, а сам Ингьяльд был ранен и еле спасся бегством. Стороны заключили перемирие. Впрочем, оно недолго продлилось. Через год Ингьяльд явился в усадьбу Гранмара, окружил дом и сжег его, покорив таким образом Судрманналанд. Сыновья Гранмара Хёгни и Хильдир ещё долгое время беспокоили Ингьяльда, которому так и не удалось их убить.
Традиция возлагает на Ингьяльда вину за смерть, в общей сложности, 12 конунгов, которых он обманул обещанием мира.
Ингьяльд Коварный был женат на дочери конунга гаутов Гаутхильд. У них были дочь Аса, получившая за свои поступки, как и отец, прозвище «Коварная», и сын Олав, прозванный впоследствии «Лесорубом». Мальчик воспитывался в Западном Гаутланде.
Козни Асы и стали причиной гибели её самой и её отца. Она вышла замуж за конунга Сканей (совр. Сконе) Гудрёда, который погиб по её вине. Снорри пишет, что до этого Гудрёд, по наущению Асы, убил своего брата Хальвдана Храброго. После этого Аса вернулась домой, а сын Хальвдана (и соответственно племянник Гудрёда) Ивар Широкие Объятья двинул свои войска из Сконе в Уппсалу. Он застал Ингьяльда и Асу врасплох на одном из островов на озере Меларен — Рэнинге (совр. Тостерён). Тогда отец и дочь приняли героическое решение запереться в палатах. Ивар поджег их, и они сгорели, но слава о том, как Ингльяльд и Аса достойно приняли смерть, дошла до наших дней. После гибели Ингьяльда Ивар захватил Уппсалу, и Инглинги навсегда потеряли власть над ней.